# Détecteur (radio)
Pour les articles homonymes, voir Détecteur.
En radiocommunication, un détecteur est un dispositif ou un circuit qui extrait des informations à partir d'un courant ou d'une tension modulé par une fréquence radio. Le terme date des trois premières décennies de la radio (1888-1918). Contrairement aux stations de radio modernes qui transmettent du son (un signal audio) sur une onde porteuse ininterrompue, les premières stations de radio transmettaient des informations par radiotélégraphie. L'émetteur était allumé et éteint pour produire des périodes longues ou courtes d'ondes radio, épelant des messages textuels en code morse. Par conséquent, les premiers récepteurs radio ne devaient pas démoduler le signal radio, mais simplement distinguer la présence ou l'absence d'un signal radio, pour reproduire les « points » et les « tirets » du code Morse. Le dispositif qui remplissait cette fonction dans le circuit du récepteur était appelé « détecteur ». Une variété de dispositifs de détection différents, tels que le cohéreur, le détecteur électrolytique, le détecteur magnétique et le détecteur à cristal (en), a été utilisée à l'époque de la télégraphie sans fil jusqu'à ce qu'ils soient supplantés par la technologie des tubes à vide.
Après que l'invention de la modulation d'amplitude (MA) a permis le développement de la radiotéléphonie MA, la transmission du son (audio), pendant la Première Guerre mondiale, le terme a évolué pour désigner un démodulateur (généralement un tube à vide) qui extrayait le signal audio de l'onde porteuse radiofréquence. C'est son sens actuel, bien que les détecteurs modernes soient généralement constitués de diodes à semi-conducteur, de transistors ou de circuits intégrés.
Dans un récepteur superhétérodyne, le terme est également parfois utilisé pour désigner le mélangeur de fréquences, le tube ou le transistor qui convertit le signal de fréquence radio entrant en fréquence intermédiaire. Le mélangeur est appelé le « premier détecteur », tandis que le démodulateur qui extrait le signal audio de la fréquence intermédiaire est appelé le « deuxième détecteur ». Dans la technologie des micro-ondes et des ondes millimétriques, les termes « détecteur » et « détecteur à cristaux » font référence à des composants de guides d'ondes ou de lignes de transmission coaxiales, utilisés pour mesurer la puissance ou le rapport d'ondes stationnaires, qui intègrent généralement des diodes à contact ponctuel ou des diodes Schottky à barrière de surface.

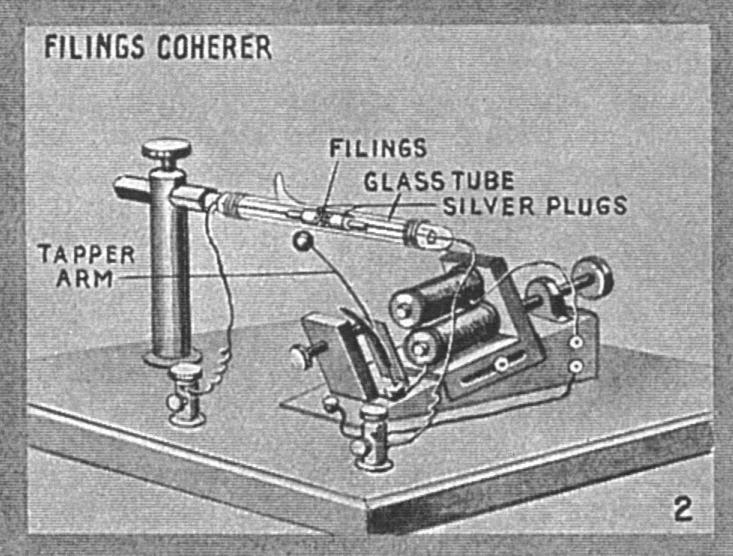
Un détecteur de type cohéreur, utile uniquement pour les signaux de code Morse.

## Détecteurs de modulation d'amplitude

### Détecteur d'enveloppe

Un détecteur d'enveloppe simple.

Un simple poste radio à cristal sans circuit accordé peut être utilisée pour écouter des signaux forts de radiodiffusion MA. (: diode ; : casque)

L'une des principales techniques est connue sous le nom de détection d'enveloppe. La forme la plus simple du circuit détecteur d'enveloppe est le détecteur à diode qui consiste en une diode connectée entre l'entrée et la sortie du circuit, avec une résistance et un condensateur en parallèle entre la sortie du circuit et la masse pour former un filtre passe-bas. Si la résistance et le condensateur sont correctement choisis, la sortie de ce circuit sera une version décalée en tension presque identique au signal d'origine.
Une des premières formes de détecteur d'enveloppe était le détecteur à cristal (en), utilisé dans un récepteur radio à cristal. Une version plus récente utilisant une diode à cristal est encore utilisée aujourd'hui dans les postes de radio à cristal. La réponse en fréquence limitée du casque élimine la composante RF, ce qui rend le filtre passe-bas inutile.
Les détecteurs d'enveloppe plus sophistiqués comprennent le détecteur à fuite de grille (en), le détecteur de plaque (en), le détecteur d'impédance infinie (en), leurs équivalents à transistors et les redresseurs de précision (en) utilisant des amplificateurs opérationnels.

### Détecteur par produit
Un détecteur par produit (en) est un type de démodulateur utilisé pour les signaux de MA et de BLU, où le signal porteur d'origine est supprimé en multipliant le signal reçu par un signal à la fréquence porteuse (ou proche de celle-ci). Plutôt que de convertir l'enveloppe du signal en forme d'onde décodée par rectification comme le ferait un détecteur d'enveloppe, le détecteur par produit récupère le produit du signal modulé et d'un oscillateur local, d'où son nom. Par hétérodyne, le signal reçu est mélangé (dans un certain type de dispositif non linéaire) avec un signal provenant de l'oscillateur local, pour donner des fréquences de somme et de différence aux signaux mélangés, tout comme un premier mélangeur dans un récepteur superhétérodyne produirait une fréquence intermédiaire ; la « fréquence de battement » dans ce cas, le signal de modulation à basse fréquence est récupéré et les hautes fréquences non désirées sont filtrées de la sortie du détecteur par produit. Étant donné que les bandes latérales d'un signal modulé en amplitude contiennent toutes les informations de la porteuse déplacée du centre en fonction de leur fréquence, un détecteur par produit transpose simplement les bandes latérales dans la gamme audible afin que le son original puisse être entendu.
Les circuits de détection par produit sont essentiellement des modulateurs en anneau ou des détecteurs synchrones (en) et sont étroitement liés à certains circuits de détecteurs sensibles à la phase. Ils peuvent être mis en œuvre en utilisant quelque chose d'aussi simple qu'un anneau de diodes ou un simple transistor à effet de champ à double porte, ou quelque chose d'aussi sophistiqué qu'un circuit intégré contenant une cellule de Gilbert. Les détecteurs par produit sont généralement préférés aux détecteurs d'enveloppe par les radioécouteurs et les radioamateurs car ils permettent de recevoir à la fois des signaux MA et BLU. Ils peuvent également démoduler des transmissions à onde entretenue (CW) si l'oscillateur de fréquence de battement est accordé légèrement au-dessus ou au-dessous de la porteuse.

## Détecteurs de modulation de fréquence et de phase
Les détecteurs MA ne peuvent pas démoduler les signaux FM et PM car ils ont tous deux une amplitude constante (aussi dit enveloppe constante). Cependant, un récepteur radio MA peut détecter le son d'une émission FM par le phénomène de « détection de pente » qui se produit lorsque la radio est syntonisée légèrement au-dessus ou au-dessous de la fréquence nominale de l'émission. La variation de fréquence sur un côté incliné de la courbe d'accord de la radio donne au signal amplifié une variation d'amplitude locale correspondante, à laquelle le détecteur MA est sensible. La détection de pente donne une distorsion et une réjection de bruit inférieures à celles des détecteurs FM spécialisés suivants qui sont normalement utilisés.

### Détecteur de phase
Un détecteur de phase est un dispositif non linéaire dont la sortie représente la différence de phase entre les deux signaux d'entrée oscillants. Il possède deux entrées et une sortie : un signal de référence provenant généralement d'un oscillateur local est appliqué à une entrée et le signal modulé en phase ou en fréquence est appliqué à l'autre. La sortie est un signal proportionnel à la différence de phase entre les deux entrées.
Dans la démodulation de phase, l'information est contenue dans la quantité et le taux de déphasage de l'onde porteuse.

### Discriminateur de Foster-Seeley
Le discriminateur de Foster-Seeley, est un détecteur FM largement utilisé. Le détecteur se compose d'un transformateur spécial à prise centrale alimentant deux diodes dans un circuit redresseur à courant continu pleine onde. Lorsque le transformateur d'entrée est accordé sur la fréquence du signal, la sortie du discriminateur est nulle. Lorsqu'il n'y a pas de déviation de la porteuse, les deux moitiés du transformateur à prise centrale sont équilibrées. Lorsque le signal FM oscille en fréquence au-dessus et au-dessous de la fréquence porteuse, l'équilibre entre les deux moitiés du secondaire à prise centrale est détruit et la tension de sortie est proportionnelle à l'écart de fréquence.

### Détecteur de rapport

Un détecteur de rapport utilisant des diodes à l'état solide.

Le détecteur de rapport,,, est une variante du discriminateur de Foster-Seeley, mais une diode conduit dans une direction opposée, et en utilisant un enroulement tertiaire dans le transformateur précédent. Dans ce cas, la sortie est prise entre la somme des tensions des diodes et la prise centrale. La sortie à travers les diodes est connectée à un condensateur de grande valeur, ce qui élimine le bruit MA dans la sortie du détecteur de rapport. Le détecteur de rapport présente l'avantage, par rapport au discriminateur de Foster-Seeley, de ne pas répondre aux signaux de modulation d'amplitude, ce qui permet d'économiser un étage de limitation ; cependant, la sortie ne représente que 50 % de la sortie d'un discriminateur pour le même signal d'entrée. Le détecteur de rapport a une plus grande largeur de bande mais plus de distorsion que le discriminateur de Foster-Seeley.

### Détecteur en quadrature
Dans les détecteurs en quadrature, le signal FM reçu est divisé en deux signaux. L'un des deux signaux passe ensuite par un condensateur à haute réactance, qui décale la phase de ce signal de 90 degrés. Ce signal déphasé est ensuite appliqué à un circuit LC, qui résonne à la fréquence « centrale » ou « porteuse » non modulée du signal FM. Si la fréquence du signal FM reçu est égale à la fréquence centrale, les deux signaux présentent une différence de phase de 90 degrés et sont dits en « quadrature de phase », d'où le nom de cette méthode. Les deux signaux sont ensuite multipliés dans un dispositif analogique ou numérique, qui sert de détecteur de phase, c'est-à-dire un dispositif dont la sortie est proportionnelle à la différence de phase entre deux signaux. Dans le cas d'un signal FM non modulé, la sortie du détecteur de phase est constante, c'est-à-dire nulle, après avoir été filtrée, c'est-à-dire moyennée dans le temps. Toutefois, si le signal FM reçu a été modulé, sa fréquence variera par rapport à la fréquence centrale. Dans ce cas, le circuit LC résonnant déphase davantage le signal provenant du condensateur, de sorte que le déphasage total du signal est la somme des 90 degrés imposés par le condensateur et du changement de phase positif ou négatif imposé par le circuit LC. La sortie du détecteur de phase sera alors différente de zéro, ce qui permet de retrouver le signal original utilisé pour moduler la porteuse FM.

### Détecteur à porte XOR
Le processus de détection décrit ci-dessus peut également être réalisé en combinant, dans une porte logique OU-exclusif (XOR), le signal FM original limité et soit une copie de ce signal passée à travers un réseau qui impose un déphasage qui varie avec la fréquence, par exemple un circuit LC (et qui est alors limité également), soit une porteuse à onde carrée à fréquence fixe à la fréquence centrale du signal. La porte XOR produit un flux d'impulsions de sortie dont le rapport cyclique correspond à la différence de phase entre les deux signaux. En raison de la différence de phase variable entre les deux entrées, un signal modulation de largeur d'impulsion (MLI) est produit. Lorsqu'un filtre passe-bas est appliqué à ces impulsions, la sortie du filtre augmente lorsque les impulsions sont plus longues et sa sortie diminue lorsque les impulsions sont plus courtes. De cette manière, on retrouve le signal original qui a été utilisé pour moduler la porteuse FM.
Lorsqu'on utilise une version déphasée du signal original, on obtient une démodulation de fréquence, car la différence de fréquence entre les entrées de la porte XOR reste nulle et n'affecte donc pas leur relation de phase.
Avec une porteuse à fréquence fixe, le résultat est une démodulation de phase, qui, dans ce cas, est une intégrale du signal modulant original.

### Autres détecteurs FM
Parmi les types de détecteurs moins courants, spécialisés ou obsolètes, on peut citer :
- discriminateur de Travis[9] ou discriminateur à double circuit accordé utilisant deux circuits accordés sans interaction au-dessus et au-dessous de la fréquence centrale nominale ;
- discriminateur de Weiss qui utilise un seul circuit accordé LC ou un cristal ;
- discriminateur à comptage d'impulsions qui convertit la fréquence en un train d'impulsions d'amplitude constante, produisant une tension directement proportionnelle à la fréquence.

## Détecteur par  boucle à verrouillage de phase
Le détecteur par boucle à verrouillage de phase ne nécessite pas de réseau LC sélectif en fréquence pour réaliser la démodulation. Dans ce système, un oscillateur commandé en tension (OCT ou en anglais : VCO) est verrouillé en phase par une boucle de rétroaction, qui force le VCO à suivre les variations de fréquence du signal FM entrant. La tension d'erreur basse fréquence qui force la fréquence du VCO à suivre la fréquence du signal FM modulé est la sortie audio démodulée. Le détecteur par boucle à verrouillage de phase ne doit pas être confondu avec le synthétiseur de fréquence à boucle à verrouillage de phase, qui est souvent utilisé dans les radios AM et FM à accord numérique pour générer la fréquence de l'oscillateur local.